# Fu-čou (Ťiang-si)
Fu-čou (čínsky pchin-jinem Fǔzhōu, znaky 抚州) je město a městská prefektura v Čínské lidové republice v provincii Ťiang-si. Celá prefektura má rozlohu 18 786 čtverečních kilometrů a roku 2020 v ní žilo 3,6 milionu obyvatel. 
Mezi významné rodáky patří Wang An-š’ (kancléř za dynastie Sung) a Tchang Sien-cu (dramatik dynastie Ming).

## Administrativní členění
Městská prefektura Fu-čou se člení na jedenáct celků okresní úrovně, a sice dva městské obvody a devět okresů.
| Lin-čchuan Tung-siang okres · Nan-čcheng okres · Li-čchuan okres · Nan-feng okres · Čchung-žen okres · Le-an okres · I-chuang okres · Ťin-si okres · C’-si okres · Kuang-čchang |        |                       |                    |                                  |
| Název | Název  | Počet obyvatel (2020) | Rozloha km² (2020) | Hustota zalidnění (obyv. na km²) |
| český přepis | znaky  | Počet obyvatel (2020) | Rozloha km² (2020) | Hustota zalidnění (obyv. na km²) |
| Městské obvody |        |                       |                    |                                  |
| Lin-čchuan | 临川区 | 205 205               | 1 703              | 121                              |
| Tung-siang | 东乡区 | 383 846               | 1 267              | 303                              |
| Okresy |        |                       |                    |                                  |
| Nan-čcheng | 南城县 | 286 260               | 1 714              | 167                              |
| Li-čchuan | 黎川县 | 205 205               | 1 703              | 121                              |
| Nan-feng | 南丰县 | 271 888               | 1 913              | 142                              |
| Čchung-žen | 崇仁县 | 302 181               | 1 520              | 199                              |
| Le-an | 乐安县 | 307 909               | 2 410              | 128                              |
| I-chuang | 宜黄县 | 201 127               | 1 936              | 104                              |
| Ťin-si | 金溪县 | 253 828               | 1 351              | 188                              |
| C’-si | 资溪县 | 95 826                | 1 246              | 77                               |
| Kuang-čchang | 广昌县 | 204 375               | 1 600              | 128                              |
| |        |                       |                    |                                  |
| Celkem | Celkem | 3 614 866             | 18 786             | 192                              |